# PlayStation 4のゲームタイトル一覧 (2014年-2015年)
PlayStation 4のゲームタイトル一覧 (2014年-2015年)（プレイステーションフォーのゲームタイトルのいちらん (2014ねん-2015ねん)）では、PlayStation 4用ソフトのうち、日本において2014年から15年までにパッケージタイトルとして販売、またはPlayStation Storeを通じてダウンロード販売された各作品を発売順に列記する。

## 発売ソフトの形態・変遷

### 2014年
| 順位 | 作品名                                 |
| ---- | -------------------------------------- |
| 1位  | KNACK                                  |
| 2位  | メタルギアソリッドV グラウンド・ゼロズ |
| 3位  | 龍が如く 維新!                         |
| 4位  | Destiny                                |
| 5位  | グランド・セフト・オートV              |

| 順位 | 作品名                                 |
| ---- | -------------------------------------- |
| 1位  | バトルフィールド4                      |
| 2位  | FIFA 14 ワールドクラス サッカー        |
| 3位  | コール オブ デューティ ゴースト        |
| 4位  | メタルギアソリッドV グラウンド・ゼロズ |
| 5位  | Destiny                                |

PlayStation 4は、2013年11月15日に北米で先行発売され、それからしばらく後の2014年2月22日にも日本で発売された。ローンチタイトルのうち12本はパッケージタイトルとして発売されただけでなく、その日のうちからダウンロード版が配信された。このうち、『KNACK』はローンチタイトルの中でも数少ないPlayStation 4独占タイトルであり、本体の初回限定版にソフトが同梱されていたこともあり、40万本を超える売り上げを記録した。また、サードパーティ発のローンチタイトルである『龍が如く 維新!』は、龍が如くシリーズのキャラクターによる幕末日本を描いた作品であり、2014年だけでも129,307本を売り上げた。同作プロデューサーの横山昌義は2014年のインタビューの中で、PlayStation 4の本体性能によってキャラクターの3Dモデルがきれいに仕上がるため、ハード別にキャラクターモデルを作り分ける必要がなく、思ったよりも簡単に仕上がったと振り返っている。
一方、『ファミ通ゲーム白書2015』は、ローンチタイトルの数は前世代機PlayStation 3よりも多いとはいえ、日本国外作品のローカライズやリメイクが多く、目新しさに欠けるラインナップだったと指摘している。また、2015年1月6日時点の全世界における累計販売台数1650万台に対し、2014年末までの日本における累計販売台数は92.6万台とPlayStation 3の時と比較すると好調な出だしとはいえず、やや物足りない状況が続いているとしている。2014年末時点のソフトの販売本数は237.2万本と、PlayStation 3の209.1万本を上回る数字を見せている一方、前述の『KNACK』のように本体同梱版が発売されている場合もあるため、『ファミ通ゲーム白書2015』においては単純に楽観視できないとし、市場としてはまだ未熟だとしている。なお、ソニー・コンピュータエンタテインメント（以下：SCE）もこの課題を把握しており、まずは日本のゲームファンが好みそうなタイトルを投入する方針を立てた。
他方、SCEは前世代機PlayStation 3の反省から、ソフトメーカーがソフトを作りやすくする方針をとり、インディーズへの支援にも乗り出していた。2014年9月1日に同人作品『東方Project』の原作者・ZUNがSCEに協力する形で「ZUN×PlayStation プロジェクト」が設立された。のちにこのプロジェクトは「Play,Doujin!」へと発展し、複数の同人サークルが参加した。
また、ハムスターと日本一ソフトウェアは、PlayStation 4の機能を活かして往年のアーケードゲームを楽しんでほしいという思いから、アーケードゲームの復刻プロジェクト「アーケードアーカイブス」を共同事業として立ち上げた。のちに同プロジェクトはNintendo Switchにも展開され、長年にわたり多くのソフトの復刻を果たしていった。

### 2015年
| 順位 | 作品名                                      |
| ---- | ------------------------------------------- |
| 1位  | メタルギアソリッドV ファントムペイン        |
| 2位  | ドラゴンクエストヒーローズ 闇竜と世界樹の城 |
| 3位  | コール オブ デューティ ブラックオプス3      |
| 4位  | Bloodborne                                  |
| 5位  | スター・ウォーズ バトルフロント             |

| 順位 | 作品名                                       |
| ---- | -------------------------------------------- |
| 1位  | 風ノ旅ビト                                   |
| 2位  | Everybody’s Gone to the Rapture -幸福な消失- |
| 3位  | 幻想の輪舞                                   |
| 4位  | Goat Simulator                               |
| 5位  | HELLDIVERS                                   |

| 順位 | 作品名                                 |
| ---- | -------------------------------------- |
| 1位  | コール オブ デューティ ブラックオプス3 |
| 2位  | グランド・セフト・オートV              |
| 3位  | Minecraft: PlayStation 4 Edition       |
| 4位  | スター・ウォーズ バトルフロント        |
| 5位  | Fallout 4                              |

2015年の日本におけるPlayStation 4の販売台数は前年比130.2%となる120.5万台をたたき出し、ハードの販売台数シェアは22.4%、販売金額も34.3%にまで拡大した。ソフトも前年比201.9%となる478.9万本を売り上げ、こちらの販売金額もシェアも広がった。PlayStation 3や携帯機・PlayStation Vitaとの併売作品においても、PlayStation 4版が良く売れた作品も続出し、世代交代が進んだとみる向きもあった。たとえば『メタルギアソリッドV』の本編にあたる『メタルギアソリッドV ファントムペイン』（2015年9月2日発売）の場合、PlayStation 3版の販売本数が23.4万本であるのに対し、PlayStation 4版は42万本を越える売り上げをたたき出し、PlayStation 4用タイトルの中で最も高い売り上げを記録した。同作の冒頭で昏睡から目覚めた主人公が医師から9年経過したことを知らされる場面は、発売から数年後の2022年2月ごろからインターネットミーム化し、2023年にはこの場面のパロディCMが放映された。一方、『メタルギアソリッドV ファントムペイン』に次ぐ売り上げを記録した『ドラゴンクエストヒーローズ 闇竜と世界樹の城』（2015年2月26日発売）の場合、PlayStation 4版の32.5万本に対し、PlayStation 3版は45.6万本を売り上げた。
また、SCEジャパンスタジオとフロム・ソフトウェアの共同制作である『Bloodborne』（2015年3月26日）は、フロム・ソフトウェアが開発した『Demon's Souls』や『DARK SOULS』シリーズの流れをくむ高難易度アクションでありながらも、ゴシックホラー寄りの独自の世界観やシステムが評価され、2015年だけでも21万本近い売り上げを記録した。
一方、北米の年間ダウンロードランキングでは『コール オブ デューティ ブラックオプス3』が首位を獲得しており、日本においてもパッケージ版が27.4万本売れた。
インディーズにおいては、人々が消えた村の謎を解き明かす『Everybody’s Gone to the Rapture -幸福な消失-』や、「Play,Doujin!」発の、東方Projectの二次創作である『幻想の輪舞』といった作品が登場した。

## 凡例
- 本項にパッケージタイトルとして記載されているソフトは特記がない限り、ダウンロード版も発売されている。また、パッケージ版とダウンロード版で発売日が異なる場合や、後からバンドル品が発売された場合は、以下の例外を除き、先発分の「備考」欄に後発分を記載する。
  - 体験版が先行配信されている場合（テスト目的の配信も含む）は、製品版の「備考欄」に体験版を記載する。
  - ダウンロード配信された複数のソフトを収録し、パッケージタイトルとして発売された場合は、双方のタイトルを別々に記載する。
- 一覧表に書かれている文字は、以下に対応していることを示す。
- 「通信機能」に書かれている文字は、以下のPlayStation 4の通信機能を示し、●印はその通信機能に対応していることを示す。
  - オ：オンラインプレイ対応
  - P：PSN対応
- パ：パッケージ併売　「パ」欄に●印があるタイトルは、その年のうちにパッケージでも販売されたタイトルであることを示す。〇印があるタイトルは、翌年以降にパッケージでも販売されたタイトルであることを示す。

## 発売されたタイトル（2014年）
2014年は、59タイトルのパッケージタイトルが発売され、50タイトルのダウンロード専売タイトルが発売された。
| 発売日   | タイトル                                                                   | 発売元                                 | パ | 通信機能 | 通信機能 | 備考 | 出典                   |
| 発売日   | タイトル                                                                   | 発売元                                 | パ | オ       | P        | 備考 | 出典                   |
| -------- | -------------------------------------------------------------------------- | -------------------------------------- | -- | -------- | -------- | --- | ---------------------- |
| 02月22日 | KNACK                                                                      | ソニー・コンピュータエンタテインメント | ●  |          | ●        | ローンチタイトルで、主人公は周囲のパーツを取り込んで身体サイズを変えられるという設定である。 PlayStation 4 Pro対応                              | [ 31 ] [ 32 ]          |
| 02月22日 | KILLZONE SHADOW FALL                                                       | ソニー・コンピュータエンタテインメント | ●  | ●        | ●        | ローンチタイトル。 PlayStation Plus加入必須 | [ 31 ] [ 33 ]          |
| 02月22日 | ニード・フォー・スピード ライバルズ                                        | エレクトロニック・アーツ               | ●  | ●        | ●        | ローンチタイトル 2014年12月11日には、DLCとのセット品である『ニード・フォー・スピード ライバルズ コンプリートエディション』が発売された。        | -                      |
| 02月22日 | バトルフィールド4                                                          | エレクトロニック・アーツ               | ●  | ●        |          | ローンチタイトル。 | [ 31 ] [ 36 ]          |
| 02月22日 | FIFA 14 ワールドクラスサッカー                                             | エレクトロニック・アーツ               | ●  | ●        | ●        | ローンチタイトル。 | [ 31 ] [ 37 ]          |
| 02月22日 | 真・三國無双7 with 猛将伝                                                  | コーエーテクモゲームス                 | ●  | ●        | ●        | ローンチタイトル。 『真・三國無双7』および『真・三國無双7 猛将伝』を収録                                                                        | [ 31 ] [ 38 ]          |
| 02月22日 | 信長の野望・創造                                                           | コーエーテクモゲームス                 | ●  | ●        | ●        | ローンチタイトル。信長の野望シリーズ30周年記念作品。                                                                                            | -                      |
| 02月22日 | コール オブ デューティ ゴースト                                            | スクウェア・エニックス                 | ●  | ●        | ●        | ローンチタイトル。 | [ 31 ] [ 41 ]          |
| 02月22日 | トゥームレイダー ディフィニティブ エディション                             | スクウェア・エニックス                 | ●  | ●        | ●        | | [ 42 ]                 |
| 02月22日 | 龍が如く 維新!                                                             | セガ                                   | ●  | ●        | ●        | ローンチタイトル。 龍が如くシリーズのキャラクターによる幕末日本を描いた作品                                                                     | -                      |
| 02月22日 | NBA 2K14                                                                   | テイクツー・インタラクティブ・ジャパン | ●  | ●        | ●        | ローンチタイトル | [ 44 ]                 |
| 02月22日 | アサシン クリード IV ブラック フラッグ                                     | ユービーアイソフト                     | ●  | ●        | ●        | ローンチタイトル。 | -                      |
| 02月22日 | プレイルーム                                                               | ソニー・コンピュータエンタテインメント |    |          |          | PS4本体に内蔵。 | [ 46 ] [ 31 ]          |
| 02月22日 | RESOGUN                                                                    | ソニー・コンピュータエンタテインメント |    | ●        |          | ローンチタイトル。 PlayStation 4 Pro対応 HousemarqueとXDEV Studio Europeの共同制作                                                              | [ 31 ] [ 47 ]          |
| 02月22日 | サウンドシェイプ                                                           | ソニー・コンピュータエンタテインメント |    |          | ●        | ローンチタイトル | [ 48 ] [ 49 ]          |
| 02月22日 | Doki-Doki Universe                                                         | ソニー・コンピュータエンタテインメント |    |          | ●        | ローンチタイトル。 | [ 31 ] [ 50 ]          |
| 02月22日 | Flowery                                                                    | ソニー・コンピュータエンタテインメント |    |          |          | ローンチタイトル。 | [ 51 ]                 |
| 02月22日 | flOw                                                                       | ソニー・コンピュータエンタテインメント |    |          | ●        | ローンチタイトル。 | [ 52 ]                 |
| 02月22日 | Escape Plan                                                                | ソニー・コンピュータエンタテインメント |    |          | ●        | ローンチタイトル。 | [ 53 ]                 |
| 02月22日 | とってもE麻雀ぷらす                                                        | アークシステムワークス                 |    |          | ●        | ローンチタイトル。 PlayStation Vita用ソフトおよびアーケードゲーム『とってもE麻雀』の内容強化版。                                                | [ 31 ] [ 54 ]          |
| 02月22日 | ストライダー飛竜                                                           | カプコン                               |    |          | ●        | 同名作品のリメイク。 | -                      |
| 02月22日 | Don't Strave: Console Edition                                              | Klei Entertainment                     |    |          |          | ローンチタイトル。 | [ 57 ]                 |
| 02月22日 | Contrast                                                                   | Compulsion Games                       |    |          |          | ローンチタイトル | -                      |
| 02月22日 | 鬼斬                                                                       | サイバーステップ                       |    | ●        |          | ローンチタイトル。 基本無料 | [ 60 ]                 |
| 02月22日 | ドリームクラブ ホストガール オンステージ                                   | ディースリー・パブリッシャー           |    |          | ●        | ローンチタイトル。 ゲームシリーズ『ドリームクラブ』を題材としたステージ鑑賞ソフトウェアであり、基本無料のコンテンツ課金制がとられている。       | [ 31 ] [ 61 ]          |
| 02月22日 | Warframe                                                                   | Digital Extremes                       |    | ●        |          | ローンチタイトル 基本無料 一部アイテム課金 | -                      |
| 02月22日 | ニコリのパズル4 数独                                                       | ハムスター                             |    |          | ●        | ローンチタイトル。 | [ 31 ] [ 64 ]          |
| 03月18日 | アサシン クリード 自由の叫び                                               | ユービーアイソフト                     |    |          |          | 『アサシン クリード IV ブラック フラッグ』の追加コンテンツ「自由の叫び」のスタンドアローン版                                                    | [ 65 ]                 |
| 03月19日 | 信長の野望 Online ～天下夢幻の章～                                         | コーエーテクモゲームス                 | ●  | ●        | ●        | オンラインゲーム『信長の野望Online』の10周年記念拡張パック『信長の野望Online ～天下夢幻の章～』を基にしている。                                 | [ 66 ]                 |
| 03月20日 | メタルギアソリッドV グラウンド・ゼロズ                                     | コナミデジタルエンタテインメント       | ●  | ●        |          | 『メタルギア ソリッド V ファントムペイン』のプロローグ                                                                                          | [ 67 ]                 |
| 04月03日 | NAtURAL DOCtRINE                                                           | 角川ゲームス                           | ●  | ●        | ●        | | [ 68 ]                 |
| 04月14日 | ファイナルファンタジーXIV：新生エオルゼア                                  | スクウェア・エニックス                 | ●  | ●        |          | 2013年2月22日に体験版を配信。 なお、PS3版を購入済みプレイヤーは無償でPS4版へ移行可能。 オンライン専用、PlayStation 4 Pro対応                    | [ 31 ] [ 69 ]          |
| 05月01日 | チャイルド オブ ライト                                                     | ユービーアイソフト                     |    |          | ●        | ダウンロードコードとアートブックをセットにした初回生産限定パッケージ版あり                                                                      | -                      |
| 05月22日 | inFAMOUS Second Son                                                        | ソニー・コンピュータエンタテインメント | ●  |          | ●        | インファマスシリーズ第3弾 PlayStation 4 Pro対応                                                                                                 | [ 72 ]                 |
| 05月29日 | トライアルズ フュージョン                                                  | ユービーアイソフト                     | ●  |          |          | 中国においては2015年3月20日にローンチタイトルとして発売された。                                                                                 | -                      |
| 05月29日 | デッドネーション：黙示録エディション                                       | ソニー・コンピュータエンタテインメント |    |          | ●        | | [ 75 ]                 |
| 06月05日 | ウルフェンシュタイン：ザ ニューオーダー                                    | ベセスダ・ソフトワークス               | ●  |          | ●        | | [ 76 ]                 |
| 06月12日 | Thief                                                                      | スクウェア・エニックス                 | ●  | ●        | ●        | | -                      |
| 06月18日 | PixelJunk Shooter Ultimate                                                 | Q-Games                                |    | ●        |          | | -                      |
| 06月19日 | Entwined                                                                   | ソニー・コンピュータエンタテインメント |    |          | ●        | | [ 81 ]                 |
| 06月26日 | ウォッチドッグス                                                           | ユービーアイソフト                     | ●  | ●        | ●        | 当初はローンチタイトルとして発売が予定されていた。 2015年6月25日にはパッケージ版『ウォッチドッグス コンプリートエディション』が発売。           | -                      |
| 06月26日 | 無双OROCHI2 Ultimate                                                       | コーエーテクモゲームス                 | ●  | ●        | ●        | | [ 84 ]                 |
| 07月03日 | AKIBA'S TRIP2                                                              | アクワイア                             | ●  |          | ●        | 同名PlayStation 3およびPlayStation Vita用ソフトの移植版                                                                                         | [ 85 ]                 |
| 07月16日 | TowerFall Ascension                                                        | Matt Makes Games                       |    |          |          | 英語版 | [ 86 ]                 |
| 07月16日 | Stick It To The Man                                                        | Ripstone                               |    |          |          | | [ 87 ]                 |
| 07月17日 | ニコリのパズル4 カックロ                                                   | ハムスター                             |    |          |          | | [ 88 ]                 |
| 07月17日 | MURDERED 魂の呼ぶ声                                                        | スクウェア・エニックス                 | ●  |          |          | | [ 89 ]                 |
| 07月31日 | ニコリのパズル4 スリザーリンク                                             | ハムスター                             |    |          |          | | [ 90 ]                 |
| 07月31日 | バリアント ハート ザ グレイト ウォー                                       | ユービーアイソフト                     |    |          | ●        | | [ 91 ]                 |
| 08月13日 | ホホクム                                                                   | ソニー・コンピュータエンタテインメント |    |          |          | 当初はローンチタイトルとして2013年2月22日に発売される予定だった。                                                                               | [ 31 ] [ 92 ]          |
| 08月20日 | FEZ                                                                        | Polytron Corporation Inc.              |    |          | ●        | | [ 93 ]                 |
| 08月21日 | ディアブロ III リーパー オブ ソウルズ アルティメット イービル エディション | スクウェア・エニックス                 | ●  | ●        | ●        | PlayStation 4 Pro対応 | [ 94 ]                 |
| 08月21日 | The Last of Us Remastered                                                  | ソニー・コンピュータエンタテインメント | ●  | ●        | ●        | PlayStation 4 Pro対応 | [ 95 ]                 |
| 08月21日 | ニコリのパズル4 ぬりかべ                                                   | ハムスター                             |    |          |          | | [ 96 ]                 |
| 08月21日 | CounterSpy                                                                 | ソニー・コンピュータエンタテインメント |    |          | ●        | | [ 97 ]                 |
| 08月26日 | Stealth Inc： A Clone in the Dark ULTIMATE EDITION                         | スクウェア・エニックス                 |    |          | ●        | | [ 98 ]                 |
| 08月28日 | Daylight                                                                   | アークシステムワークス                 |    |          | ●        | 2019年5月30日配信終了 | -                      |
| 08月28日 | トランスフォーマー ライズ オブ ザ ダーク スパーク                          | スクウェア・エニックス                 | ●  | ●        | ●        | | [ 101 ]                |
| 09月04日 | 戦国無双4                                                                  | コーエーテクモゲームス                 | ●  |          | ●        | | [ 102 ]                |
| 09月04日 | プラント vs. ゾンビ ガーデンウォーフェア                                   | エレクトロニック・アーツ               | ●  | ●        | ●        | オンライン専用、PlayStation App対応 | [ 103 ]                |
| 09月04日 | アメイジング・スパイダーマン2                                              | スクウェア・エニックス                 | ●  |          |          | 同名映画のゲーム化 | [ 104 ]                |
| 09月11日 | Destiny                                                                    | ソニー・コンピュータエンタテインメント | ●  | ●        | ●        | オンライン専用。拡張コンテンツとのセット品が何度か発売されている                                                                                | -                      |
| 09月11日 | inFAMOUS First Light                                                       | ソニー・コンピュータエンタテインメント |    |          | ●        | PlayStation 4 Pro対応 | [ 108 ]                |
| 09月11日 | ニコリのパズル4 へやわけ                                                   | ハムスター                             |    |          |          | | [ 109 ]                |
| 09月17日 | Velocity 2X                                                                | FuturLab Limited                       |    |          |          | 英語版 | [ 110 ]                |
| 09月18日 | 真・三國無双 Online Z                                                      | コーエーテクモゲームス                 |    | ●        | ●        | 基本無料 一部アイテム課金 2022年2月24日サービス終了                                                                                             | [ 111 ] [ 112 ]        |
| 09月24日 | OlliOlli                                                                   | Rollingmedia Limited                   |    |          |          | | [ 113 ]                |
| 10月02日 | オメガクインテット                                                         | コンパイルハート                       | ●  |          | ●        | PS Move対応、PlayStation Camera対応 | [ 114 ]                |
| 10月09日 | FIFA 15                                                                    | エレクトロニック・アーツ               | ●  | ●        | ●        | | [ 115 ]                |
| 10月09日 | DRIVECLUB                                                                  | ソニー・コンピュータエンタテインメント | ●  | ●        | ●        | 当初はローンチタイトルとして2013年2月22日に発売される予定だった。 2019年8月29日にソフトの販売を終了し、2020年4月1日にオンラインサービス終了     | [ 31 ] [ 116 ] [ 117 ] |
| 10月21日 | Peggle 2                                                                   | エレクトロニック・アーツ               |    |          |          | | [ 118 ]                |
| 10月23日 | Spelunky                                                                   | Mossmouth, LLC                         |    |          |          | | [ 119 ]                |
| 10月23日 | Sportsfriends                                                              | Die Gute Fabrik                        |    |          |          | PS Move対応 | [ 120 ]                |
| 10月23日 | The Unfinished Swan                                                        | ソニー・コンピュータエンタテインメント |    |          |          | | [ 121 ]                |
| 10月23日 | PSYCHOBREAK                                                                | ベセスダ・ソフトワークス               | ●  |          |          | | [ 122 ]                |
| 10月30日 | ニコリのパズル4 美術館                                                     | ハムスター                             |    |          |          | | [ 123 ]                |
| 10月30日 | お姉チャンバラZ2 ~カオス~                                                  | ディースリー・パブリッシャー           | ●  |          | ●        | | [ 124 ]                |
| 10月30日 | メトロ リダックス                                                          | スパイク・チュンソフト                 | ●  |          | ●        | | [ 125 ]                |
| 11月06日 | ニコリのパズル4 ましゅ                                                     | ハムスター                             |    |          |          | | [ 126 ]                |
| 11月06日 | LEGO ムービー ザ・ゲーム                                                   | ワーナー エンターテイメント ジャパン   | ●  |          |          | | [ 127 ]                |
| 11月12日 | Pix the Cat                                                                | Pastagames                             |    |          |          | 英語版 | [ 128 ]                |
| 11月12日 | Dust: An Elysian Tail                                                      | Humble Hearts, LLC                     |    |          |          | | [ 129 ]                |
| 11月13日 | コール オブ デューティ アドバンスド・ウォーフェア（字幕版）                | スクウェア・エニックス                 | ●  | ●        | ●        | | [ 130 ]                |
| 11月13日 | ワールドサッカー ウイニングイレブン 2015                                   | コナミデジタルエンタテインメント       | ●  | ●        | ●        | | [ 131 ]                |
| 11月20日 | M3～ソノ黑キ鋼～///MISSION MEMENTO MORI                                    | バンダイナムコゲームス                 |    |          | ●        | | [ 132 ]                |
| 11月20日 | アサシンクリード ユニティ                                                  | ユービーアイソフト                     | ●  | ●        | ●        | | [ 133 ]                |
| 11月20日 | EA SPORTS UFC                                                              | エレクトロニック・アーツ               | ●  | ●        | ●        | | [ 134 ]                |
| 11月20日 | 真・三國無双7 Empires                                                      | コーエーテクモゲームス                 | ●  | ●        | ●        | | [ 135 ]                |
| 11月27日 | ドラゴンエイジ:インクイジション                                            | エレクトロニック・アーツ               | ●  | ●        | ●        | | [ 136 ]                |
| 11月27日 | NBA 2K15                                                                   | テイクツー・インタラクティブ・ジャパン | ●  | ●        | ●        | PlayStation Camera対応 | [ 137 ]                |
| 11月27日 | SIMPLEシリーズG4U Vol.1 THE 麻雀                                           | ディースリー・パブリッシャー           | ●  | ●        | ●        | | [ 138 ]                |
| 12月03日 | スチームワールド ディグ                                                    | インターグロー                         |    |          |          | | [ 139 ]                |
| 12月04日 | ぷよぷよテトリス                                                           | セガ                                   | ●  |          | ●        | | [ 140 ]                |
| 12月04日 | リトルビッグプラネット3                                                    | ソニー・コンピュータエンタテインメント | ●  |          | ●        | PlayStation Camera対応、PS Move対応 | [ 141 ]                |
| 12月04日 | ザ・クルー                                                                 | ユービーアイソフト                     | ●  |          | ●        | - ザ・クルーシリーズ第1作 - オンライン専用、PlayStation App対応 - 2023年12月15日に配信を停止し、2024年3月31日にサービス終了                     | -                      |
| 12月04日 | GUILTY GEAR Xrd -SIGN-                                                     | アークシステムワークス                 | ●  | ●        | ●        | 、PlayStation App対応 | [ 144 ]                |
| 12月04日 | コール オブ デューティ アドバンスド・ウォーフェア（吹き替え版）            | スクウェア・エニックス                 | ●  | ●        | ●        | | [ 145 ]                |
| 12月11日 | グランド・セフト・オートV                                                  | テイクツー・インタラクティブ・ジャパン | ●  | ●        | ●        | 欧米では2013年9月に発売。 2018年6月14日にはDLCとのセット品である『グランド・セフト・オートV：プレミアム・オンラインエディション』が発売された。 | -                      |
| 12月11日 | 信長の野望・創造 with パワーアップキット                                   | コーエーテクモゲームス                 | ●  |          | ●        | | [ 149 ]                |
| 12月11日 | JOYSOUND.TV Plus                                                           | エクシング                             | ●  | ●        | ●        | 無料ダウンロード版あり、PlayStation Camera対応                                                                                                  | [ 150 ] [ 151 ]        |
| 12月11日 | Never Alone                                                                | ユニティ・ゲームズ・ジャパン           |    |          |          | | [ 152 ]                |
| 12月11日 | Secret Ponchos                                                             | Switchblade Monkeys Entertainment      |    | ●        |          | 英語版 西部劇をモチーフとしたマルチプレイゲーム。                                                                                               | [ 153 ]                |
| 12月17日 | 信長の野望 Online ～覚醒の章～                                             | コーエーテクモゲームス                 | ●  | ●        | ●        | オンラインゲーム『信長の野望Online』の拡張パック                                                                                                | [ 154 ]                |
| 12月18日 | 彼女はオレからはなれない                                                   | テイジイエル企画                       | ●  |          |          | 同名PlayStation Vita用ソフトの移植版 | [ 155 ]                |
| 12月24日 | TorqueL                                                                    | PLAYISM                                |    |          | ●        | | [ 156 ]                |
| 12月25日 | Minecraft: PlayStation 4 Edition                                           | Mojang AB                              | ○  | ●        | ●        | パッケージ版は2015年12月3日に発売 | -                      |
| 12月25日 | シャドウ・オブ・モルドール                                                 | ワーナー エンターテイメント ジャパン   | ●  |          | ●        | PlayStation 4 Pro対応 | [ 159 ]                |
| 12月25日 | ララ・クロフト アンド テンプル オブ オシリス                               | スクウェア・エニックス                 | ●  | ●        | ●        | 「トゥームレイダー」シリーズのスピンオフ | [ 160 ]                |

## 発売されたタイトル（2015年）
2015年には、92タイトルのパッケージタイトルが発売され、79タイトルのダウンロード専売タイトルが発売された。
| 発売日   | タイトル                                                             | 発売元                                        | パ | 通信機能 | 通信機能 | 備考 | 出典               |
| 発売日   | タイトル                                                             | 発売元                                        | パ | オ       | P        | 備考 | 出典               |
| -------- | -------------------------------------------------------------------- | --------------------------------------------- | -- | -------- | -------- | --- | ------------------ |
| 01月14日 | Titan Attacks!                                                       | Curve Digital                                 |    |          |          | | [ 161 ]            |
| 01月14日 | Final Horizon                                                        | Eiconic Games Ltd                             |    |          |          | | [ 162 ]            |
| 01月20日 | バイオハザード HDリマスター                                          | カプコン                                      |    |          | ●        | ダウンロードコードとサウンドトラックをセットにした数量限定パッケージ版あり | -                  |
| 01月22日 | LEGO マーベル スーパーヒーローズ ザ・ゲーム                          | ワーナー エンターテイメント ジャパン          | ●  |          |          | | [ 165 ]            |
| 01月22日 | ファークライ4                                                        | ユービーアイソフト                            | ●  |          |          | | [ 166 ]            |
| 01月29日 | ブレイドストーム 百年戦争＆ナイトメア                                | コーエーテクモゲームス                        | ●  |          |          | | [ 167 ]            |
| 02月05日 | ドラゴンボール ゼノバース                                            | バンダイナムコゲームス                        | ●  |          |          | | [ 168 ]            |
| 02月11日 | 戦国無双4-II                                                         | コーエーテクモゲームス                        | ●  |          |          | 『戦国無双4』の改良版で、『戦国無双』シリーズ10周年記念作品でもある。 | -                  |
| 02月12日 | ロード オブ ザ フォールン                                            | ユービーアイソフト                            | ●  |          |          | | [ 171 ]            |
| 02月18日 | Teslagrad                                                            | スクウェア・エニックス                        |    |          |          | | [ 172 ]            |
| 02月19日 | Prismatic Solid                                                      | PLAYISM                                       |    |          |          | | [ 173 ]            |
| 02月19日 | DEAD OR ALIVE 5 LAST ROUND                                           | コーエーテクモゲームス                        | ●  |          |          | 『DEAD OR ALIVE 5』のバージョンアップ版 | [ 174 ]            |
| 02月19日 | テラリア                                                             | スパイク・チュンソフト                        | ●  |          |          | すでに発売済みのPlayStation 3/PlayStation Vita版とのクロスセーブ可能、PlayStation App対応 | [ 175 ]            |
| 02月19日 | GOD EATER 2 RAGE BURST                                               | バンダイナムコゲームス                        | ●  |          |          | | [ 176 ]            |
| 02月20日 | The Order:1886                                                       | ソニー・コンピュータエンタテインメント        | ●  |          |          | | [ 177 ]            |
| 02月24日 | One Upon Light -影の向こうへ-                                        | Singapore University of Technology and Design |    |          |          | | [ 178 ]            |
| 02月25日 | バイオハザード リベレーションズ2                                     | カプコン                                      | ●  |          |          | 4つのエピソードを毎週1章ずつ配信。全4章および各種追加コンテンツを収録したパッケージ版は2015年3月19日に発売 | -                  |
| 02月26日 | ドラゴンクエストヒーローズ 闇竜と世界樹の城                          | スクウェア・エニックス                        | ●  |          |          | | [ 181 ]            |
| 03月04日 | Oddworld: New ’n’ Tasty                                              | Oddworld Inhabitants, Inc                     |    |          |          | Playstation用ソフト『エイブ・ア・ゴーゴー』のリメイク | [ 182 ]            |
| 03月05日 | クロワルール・シグマ                                                 | PLAYISM                                       | ○  |          |          | 同名同人ゲームの移植版 パッケージ版は2017年3月9日発売 | -                  |
| 03月05日 | ヘルダイバー                                                         | ソニー・コンピュータエンタテインメント        |    |          |          | PlayStation 4 Pro対応 | [ 185 ]            |
| 03月05日 | EVOLVE                                                               | テイクツー・インタラクティブ・ジャパン        | ●  |          |          | 人間たちと怪物の戦いを描いた非対称マルチプレイ対戦アクションゲーム 2016年1月14日にはDLCとのセット品である『EVOLVE Ultimate Edition』が発売された。 | -                  |
| 03月11日 | キャッスルストーム                                                   | スパイク・チュンソフト                        |    |          |          | | [ 188 ]            |
| 03月12日 | STAR STRIKE ULTRA                                                    | ソニー・コンピュータエンタテインメント        |    |          |          | PlayStation 4 Pro対応 | [ 189 ]            |
| 03月12日 | 龍が如く0 誓いの場所                                                 | セガ                                          | ●  |          |          | 『龍が如く』の前日譚、PlayStation App対応 | [ 190 ]            |
| 03月19日 | みんなでスペランカーZ                                                | スクウェア・エニックス                        |    |          |          | 基本無料 2020年7月30日サービス終了 | [ 191 ]            |
| 03月19日 | アスタブリード                                                       | PLAYISM                                       |    |          |          | 同名PCゲームの移植版 | [ 192 ]            |
| 03月19日 | ファイナルファンタジー零式 HD                                        | スクウェア・エニックス                        | ●  |          |          | PlayStation Portable用ソフト『ファイナルファンタジー零式』のリマスター版 | [ 193 ] [ 190 ]    |
| 03月19日 | バトルフィールド ハードライン                                        | エレクトロニック・アーツ                      |    |          |          | バトルフィールドシリーズの1作品で、警察と犯罪組織を主題としている。 | [ 190 ]            |
| 03月25日 | Chariot                                                              | クロスファンクション                          |    |          |          | | [ 194 ]            |
| 03月26日 | ニコリのパズル4 橋をかけろ                                           | ハムスター                                    |    |          |          | | [ 195 ]            |
| 03月26日 | 魔界戦記ディスガイア5                                                | 日本一ソフトウェア                            | ●  |          |          | | [ 196 ]            |
| 03月26日 | 閃乱カグラ ESTIVAL VERSUS -少女達の選択-                             | マーベラス                                    | ●  |          |          | 2016年3月17日には特典を付与した『閃乱カグラ ESTIVAL VERSUS -少女達の選択- 桜 EDITION』が発売された | -                  |
| 03月26日 | ワンピース 海賊無双3                                                 | バンダイナムコゲームス                        | ●  |          |          | | [ 199 ]            |
| 03月26日 | 影牢 〜もう1人のプリンセス〜                                         | コーエーテクモゲームス                        | ●  |          |          | | [ 200 ]            |
| 03月26日 | Bloodborne                                                           | ソニー・コンピュータエンターテイメント        | ●  |          |          | 2015年12月3日にはDLCとのセット品である『Bloodborne The Old Hunters Edition』が発売された。 | -                  |
| 04月01日 | OlliOlli2: Welcome to OLLIWOOD                                       | Rollingmedia Limited.                         |    |          |          | | [ 203 ]            |
| 04月02日 | 地球防衛軍4.1 THE SHADOW OF NEW DESPAIR                              | ディースリー・パブリッシャー                  | ●  |          |          | | [ 204 ]            |
| 04月02日 | LEGO バットマン3 ザ・ゲーム ゴッサムから宇宙へ                       | ワーナー エンターテイメント ジャパン          | ●  |          |          | | [ 205 ]            |
| 04月08日 | How to Survive：ゾンビアイランド ストームワーニングエディション      | スパイク・チュンソフト                        |    |          |          | PlayStation 3用ソフト『How to Survive： ゾンビアイランド』の強化移植 | [ 206 ]            |
| 04月08日 | ローグ・レガシー                                                     | 8-4                                           |    |          |          | | [ 207 ]            |
| 04月09日 | MLB 15 THE SHOW                                                      | ソニー・コンピュータエンタテインメント        |    |          |          | | [ 208 ]            |
| 04月09日 | DARK SOULS II SCHOLAR OF THE FIRST SIN                               | フロム・ソフトウェア                          | ●  |          |          | | [ 209 ]            |
| 04月16日 | ダイイングライト                                                     | ワーナー エンターテイメント ジャパン          | ●  | ●        | ●        | | [ 210 ]            |
| 04月16日 | セインツロウ IV リエレクテッド                                       | スパイク・チュンソフト                        | ●  |          |          | | [ 211 ]            |
| 04月20日 | Transistor                                                           | Supergiant Games                              |    |          |          | 北米では2014年5月20日に配信された | -                  |
| 04月22日 | アサシン クリード クロニクル チャイナ                                | ユービーアイ ソフト                           |    |          |          | | [ 215 ]            |
| 04月23日 | BLAZBLUE CHRONOPHANTASMA EXTEND                                      | アークシステムワークス                        | ●  |          |          | | [ 216 ]            |
| 04月23日 | 新次元ゲイム ネプテューヌVII                                         | コンパイルハート                              | ●  |          |          | | [ 217 ]            |
| 04月23日 | TROPICO 5                                                            | スクウェア・エニックス                        | ●  |          |          | | [ 218 ]            |
| 04月23日 | 討鬼伝 極                                                            | コーエーテクモゲームス                        | ●  |          |          | | [ 219 ]            |
| 05月07日 | Tower of Guns                                                        | GRIP Digital s.r.o.                           |    |          |          | | [ 220 ]            |
| 05月12日 | The Last of Us Left Behind ‐残されたもの‐                            | ソニー・コンピュータエンタテインメント        |    |          |          | 『The Last of Us』の追加エピソードの単体版 PlayStation 4 Pro対応 | [ 221 ]            |
| 05月14日 | メタルスラッグ3                                                      | SNKプレイモア                                 |    |          |          | 同名ネオジオ用ソフトの移植版 | [ 222 ]            |
| 05月14日 | エアメック アリーナ                                                  | ユービーアイ ソフト                           |    |          |          | 基本無料 2020年9月6日サービス終了 | [ 223 ]            |
| 05月14日 | ファイナルファンタジーX/X-2 HDリマスター                             | スクウェア・エニックス                        | ●  |          |          | | [ 224 ]            |
| 05月14日 | ボーダーランズ ダブルデラックス コレクション                         | テイクツー・インタラクティブ・ジャパン        | ●  |          |          | 「ボーダーランズ2」と「ボーダーランズ プリシークエル」を収録 | [ 225 ]            |
| 05月21日 | ウィッチャー3 ワイルドハント                                         | スパイク・チュンソフト                        | ●  |          |          | PlayStation 4 Pro対応 2016年9月1日には各種DLCとセットになった改良版『ウィッチャー3 ワイルドハント ゲームオブザイヤーエディション』が発売された 開発元であるCD PROJEKT REDとのライセンス契約終了に伴い、2020年末にダウンロード版の配信を終了。2021年よりCD PROJEKTより配信を再開した | -                  |
| 06月04日 | 夏色ハイスクル★青春白書                                              | ディースリー・パブリッシャー                  | ●  |          |          | | [ 228 ]            |
| 06月04日 | ウルフェンシュタイン：ザ オールドブラッド                            | ベセスダ・ソフトワークス                      | ●  |          |          | 『ウルフェンシュタイン：ザ ニューオーダー』の前日譚 | [ 229 ]            |
| 06月10日 | テトリス アルティメット                                              | ユービーアイ ソフト                           |    |          |          | | [ 230 ]            |
| 06月10日 | メゾン・ド・魔王                                                     | メビウス                                      |    |          |          | 同名作品の移植版 | [ 231 ]            |
| 06月11日 | 幻想の輪舞                                                           | メディアスケープ                              |    |          |          | 東方Projectの二次創作で、グレフの『旋光の輪舞』のシステムをもとにしており、発売に当たっては同社とライセンス契約を締結している。 | -                  |
| 06月11日 | エイリアン アイソレーション                                          | セガゲームス                                  | ●  |          |          | 映画『エイリアン』関連作品で、原作映画の主人公リプリーの娘・アマンダを主役に据えている 日本国外では現地時間2014年10月6日に発売された | -                  |
| 06月18日 | DEVIL MAY CRY 4 Special Edition                                      | カプコン                                      | ●  |          |          | 『デビルメイクライ4』のバージョンアップ版 | [ 235 ]            |
| 06月23日 | ファイナルファンタジーXIV: 蒼天のイシュガルド                        | スクウェア・エニックス                        | ●  |          |          | オンライン専用、ファイナルファンタジーXIVの拡張ディスク | [ 236 ]            |
| 06月25日 | ホットライン マイアミ Collected Edition                              | スパイク・チュンソフト                        | ●  |          |          | PCゲーム『HOTLINE MIAMI』と『HOTLINE MIAMI2：Wrong Numbers』を収録。 | [ 237 ]            |
| 06月25日 | CHAOS;CHILD                                                          | 5pb.                                          | ●  |          |          | | [ 238 ]            |
| 06月25日 | RIDE                                                                 | インターグロー                                | ●  |          |          | 2023年12月31日、権利上の都合により販売終了 | -                  |
| 07月02日 | Nom Nom Galaxy                                                       | Double Eleven Limited                         |    |          |          | | [ 241 ]            |
| 07月08日 | Trine 2: Complete Story                                              | Frozenbyte, Inc.                              |    |          |          | PCゲーム『Trine 2』本編および各種DLC（他機種向け初出分含む）を収録した作品。 3D立体視対応 | -                  |
| 07月08日 | Race The Sun                                                         | Flippfly LLC                                  |    |          |          | のちのアップデートによりPlayStation VRに対応した | [ 注釈 4 ] [ 246 ] |
| 07月10日 | Tiny Troopers Joint Ops                                              | クロスファンクション                          |    |          |          | | [ 247 ]            |
| 07月15日 | トライアルズ フュージョン オーサムマックスエディション               | ユービーアイ ソフト                           |    |          |          | 『トライアルズ フュージョン』本編と追加コンテンツのセット品 | [ 248 ]            |
| 07月16日 | バットマン アーカム・ナイト                                          | ワーナー エンターテイメント ジャパン          | ●  |          |          | 『バットマン:アーカム』三部作の最終章 2016年3月10日にはDLCとのセット品である『バットマン アーカム・ナイト スペシャル・エディション』が発売された。 | -                  |
| 07月16日 | ゴジラ-GODZILLA-VS                                                   | バンダイナムコエンターテインメント            | ●  |          |          | | [ 252 ]            |
| 07月16日 | GOD OF WAR III REMASTERED                                            | ソニー・コンピュータエンタテインメント        | ●  |          |          | 『ゴッド・オブ・ウォーIII』のリマスター版 | [ 253 ]            |
| 07月21日 | ファントムブレイカー：バトルグラウンド オーバードライブ              | 5pb.                                          |    |          |          | 『ファントムブレイカー：バトルグラウンド』の強化移植 | -                  |
| 07月23日 | 戦国BASARA4 皇                                                       | カプコン                                      | ●  |          |          | 2020年7月21日にはシリーズ15周年を記念した豪華版『戦国BASARA4 皇 ANNIVERSARY EDITION』も発売された。 | [ 256 ]            |
| 07月23日 | 風ノ旅ビト                                                           | ソニー・コンピュータエンタテインメント        |    |          |          | 同名Playstation 3用ソフトの移植版 | [ 257 ]            |
| 07月29日 | ローラーズ オブ ザ レルム 〜呪われし三戦士と戦乱の王国〜             | アークシステムワークス                        |    |          |          | 2019年5月30日配信終了 | -                  |
| 07月30日 | 不思議のクロニクル 振リ返リマセン勝ツマデハ                          | スパイク・チュンソフト                        | ●  |          |          | インディーゲーム作品「片道勇者」をもとにした作品。 | -                  |
| 08月05日 | Super Exploding Zoo                                                  | Honeyslug. Ltd                                |    |          |          | | [ 261 ]            |
| 08月05日 | Aaru's Awakening                                                     | LUMENOX EHF                                   |    |          |          | 北米では2015年4月7日、欧州では2015年4月8日配信 | -                  |
| 08月06日 | ぎゃるガンヴォルト                                                   | インティ・クリエイツ                          |    |          |          | ニンテンドー3DS用ソフト『マイティガンヴォルト Ver2.0.0』の移植版 | [ 266 ]            |
| 08月06日 | ぎゃる☆がん だぶるぴーす                                             | アルケミスト                                  | ●  |          |          | | [ 267 ]            |
| 08月11日 | Everybody's Gone to the Rapture -幸福な消失-                         | ソニー・コンピュータエンタテインメント        |    |          |          | | [ 28 ]             |
| 08月19日 | ZOMBI                                                                | ユービーアイ ソフト                           |    |          |          | Wii U用ソフト『Zombi U』の移植版 パッケージ版は2016年1月21日発売。 | -                  |
| 08月27日 | UNTIL DAWN -惨劇の山荘-                                              | ソニー・コンピュータエンタテインメント        | ●  |          |          | | [ 270 ]            |
| 08月27日 | DISHONORED HD                                                        | ベセスダ・ソフトワークス                      | ●  |          |          | PlayStation 3/Xbox 360用ソフト『Dishonored』の移植版で、本編と各種DLCを収録している | [ 271 ]            |
| 08月27日 | ドラゴンズドグマ オンライン リミテッドエディション                   | カプコン                                      | ●  |          |          | 基本無料のダウンロード版もあり 2019年12月5日にサービス終了。 | [ 272 ]            |
| 08月27日 | ガンダムバトルオペレーションNEXT                                     | バンダイナムコエンターテインメント            |    |          |          | 基本無料 2019年3月28日サービス終了 | -                  |
| 08月28日 | オクトダッド -タコと呼ばないで-                                      | Young Horses, Inc.                            |    |          |          | | [ 275 ]            |
| 09月02日 | メタルギアソリッドV ファントムペイン                                 | コナミデジタルエンタテインメント              | ●  |          |          | PlayStation 4 Pro対応 | [ 25 ]             |
| 09月02日 | Grow Home                                                            | ユービーアイ ソフト                           |    |          |          | | [ 276 ]            |
| 09月04日 | ウルトラストリートファイターIV                                       | カプコン                                      |    |          |          | 同名PlayStation 3/Xbox 360用ソフトの移植版で、本編および『ストリートファイターIV』シリーズにて配信された全てのアレンジコスチュームが収録されている。 | [ 277 ]            |
| 09月10日 | Zombie Vikings                                                       | Zoink AB                                      |    |          |          | | [ 278 ]            |
| 09月10日 | In Space We Brawl                                                    | PLAYISM                                       |    |          |          | | [ 279 ]            |
| 09月15日 | 大航海時代 Online 〜Gran Atlas〜                                     | コーエーテクモゲームス                        |    | ●        |          | | [ 280 ]            |
| 09月16日 | Armello                                                              | League of Geeks Pty Ltd                       |    |          |          | | [ 281 ]            |
| 09月17日 | 戦国無双4 Empires                                                    | コーエーテクモゲームス                        | ●  |          |          | 当初は2015年9月3日に発売予定だった。 | -                  |
| 09月18日 | EARTH WARS                                                           | ワンオアエイト                                |    |          |          | | [ 284 ]            |
| 09月24日 | うたわれるもの 偽りの仮面                                            | アクアプラス                                  | ●  |          |          | アクアプラス20周年記念作品 | [ 285 ]            |
| 09月25日 | 聖闘士星矢 ソルジャーズ・ソウル                                      | バンダイナムコエンターテインメント            | ●  |          |          | テレビアニメ『聖闘士星矢』のゲーム化作品。 簡体字中国語版は2016年6月23日にソニー・インタラクティブエンタテインメント上海から発売された | -                  |
| 09月25日 | 魔女と百騎兵 リバイバル                                              | 日本一ソフトウェア                            | ●  |          |          | | [ 288 ]            |
| 10月01日 | アルスラーン戦記×無双                                                | コーエーテクモゲームス                        | ●  |          |          | 無双シリーズとテレビアニメ『アルスラーン戦記』とのコラボレーション | [ 289 ]            |
| 10月01日 | マッドマックス                                                       | ワーナー・エンターテインメント・ジャパン      | ●  |          |          | | [ 290 ]            |
| 10月01日 | よるのないくに                                                       | コーエーテクモゲームス                        | ●  |          |          | 開発元のガストにとってははじめてとなるアクションRPG。 複数回にわたり発売日が変更された。 | -                  |
| 10月01日 | ウイニングイレブン 2016                                              | コナミデジタルエンタテインメント              | ●  |          |          | | [ 249 ]            |
| 10月01日 | MotoGP 15                                                            | インターグロー                                | ●  |          |          | - 当初は2015年9月17日に発売が予定されていた。 - 2023年12月31日、権利上の都合により販売終了 | -                  |
| 10月01日 | HELLDIVERS スーパーアースアルティメットエディション                  | ソニー・コンピュータエンタテインメント        | ●  |          |          | | [ 294 ]            |
| 10月01日 | Tearaway PlayStation 4                                               | ソニー・コンピュータエンタテインメント        | ●  |          |          | Playstation Vita用ソフト『Tearaway はがれた世界の大冒険』のリメイク PlayStation App対応、PlayStation Camera対応 | [ 295 ]            |
| 10月06日 | FIFA 16                                                              | エレクトロニック・アーツ                      | ●  |          |          | FIFAシリーズの1作品で、初めて女子代表モードが収録された。 PlayStation 4 Pro対応 | [ 296 ]            |
| 10月07日 | Goat Simulator                                                       | Double Eleven                                 |    |          |          | 欧米では2015年8月12日に発売された。 | -                  |
| 10月08日 | アンチャーテッド コレクション                                        | ソニー・コンピュータエンタテインメント        | ●  |          |          | 『アンチャーテッド エル・ドラドの秘宝』、『アンチャーテッド 黄金刀と消えた船団』、『アンチャーテッド ‐砂漠に消えたアトランティス‐』を収録。 | [ 299 ]            |
| 10月13日 | Paperbound                                                           | クロスファンクション                          |    |          |          | 日本国外ではDissident Logic LLCから2015年3月31日に発売された | -                  |
| 10月17日 | Unmechanical: Extended                                               | クロスファンクション                          |    |          |          | | [ 302 ]            |
| 10月28日 | The Binding of Isaac: Rebirth アイザックの伝説：リバース             | ピッキー合同会社                              |    |          |          | | [ 303 ]            |
| 10月28日 | Star Ocean2 セカンドエヴォリューション                               | スクウェア・エニックス                        |    |          |          | PlayStation Portable用ソフト『スターオーシャン2 Second Evolution』の移植版 | [ 304 ]            |
| 10月29日 | ゴッドイーター リザレクション                                        | バンダイナムコエンターテインメント            | ●  |          |          | | [ 305 ]            |
| 11月04日 | ロケットリーグ                                                       | Psyonix Inc                                   |    | ●        | ●        | PlayStation 4 Pro対応 2017年7月26日にDLCを同梱したパッケージ版『ロケットリーグ コレクターズ・エディション』がワーナー ブラザース ジャパンから発売。 2020年9月24日から基本無料 | -                  |
| 11月04日 | The Swapper                                                          | Curve Digital                                 |    |          |          | | [ 308 ]            |
| 11月04日 | Woah Dave!                                                           | Choice Provisions                             |    |          |          | | [ 309 ]            |
| 11月05日 | フェアリーフェンサー エフ ADVENT DARK FORCE                          | コンパイルハート                              | ●  |          |          | Playstation 3用ソフト『フェアリーフェンサー エフ』の強化移植。 | [ 310 ]            |
| 11月06日 | コール オブ デューティ ブラックオプス3                               | ソニー・コンピュータエンタテインメント        | ●  |          |          | 『コール オブ デューティ ブラックオプス2』の続編で、日本語吹き替え版と字幕版を同時収録している。 PlayStation 4 Pro対応 | [ 27 ]             |
| 11月12日 | アサシン クリード シンジケート                                       | ユービーアイソフト                            | ●  |          |          | | [ 311 ]            |
| 11月12日 | ニード・フォー・スピード                                             | エレクトロニック・アーツ                      | ●  |          |          | オンライン専用、 | [ 312 ]            |
| 11月12日 | ディズニーインフィニティ3.0                                          | バンダイナムコエンターテインメント            | ●  |          |          | | [ 313 ]            |
| 11月19日 | グランキングダム                                                     | スパイク・チュンソフト                        | ●  |          |          | - 当初は2015年10月22日に発売される予定だった。 - 2022年3月末にサービス終了。 | -                  |
| 11月19日 | ソードアート・オンライン Game Director's Edition                     | バンダイナムコエンターテインメント            | ●  |          |          | PlayStation 3/Vita用ソフト『ソードアート・オンライン Re：－ホロウ・フラグメント－』と『ソードアート・オンライン －ロスト・ソング－』のリマスター版を収録 | [ 316 ]            |
| 11月19日 | スター・ウォーズ バトルフロント                                      | エレクトロニック・アーツ                      | ●  |          |          | | [ 190 ]            |
| 11月19日 | ソフィーのアトリエ 〜不思議な本の錬金術士〜                          | コーエーテクモゲームス                        | ●  |          |          | 当初は2015年9月25日に発売が予定されていた。 | [ 292 ]            |
| 11月19日 | ソードアート・オンライン Re:―ホロウ・フラグメント―                   | バンダイナムコエンターテインメント            |    |          |          | PlayStation Vita用ソフト『ソードアート・オンライン ―ホロウ・フラグメント―』の強化移植版 | [ 317 ]            |
| 11月20日 | 巫剣神威控                                                           | PLAYISM                                       |    |          |          | | [ 318 ]            |
| 11月25日 | ゴッドイーターオフショット <雨宮リンドウ編>                          | バンダイナムコエンターテインメント            | ●  |          |          | PlayStation Vita版のダウンロードコード同梱 | [ 319 ]            |
| 11月26日 | ブレードアークス from シャイニングEX                                 | セガゲームス                                  | ●  |          |          | シャイニングシリーズを題材とした対戦型格闘ゲーム | [ 320 ]            |
| 11月26日 | 魔都紅色幽撃隊 DAYBREAK SPECIAL GIGS                                 | アークシステムワークス                        | ●  |          |          | | [ 321 ]            |
| 11月26日 | Let's Sing 2016                                                      | システムスリージャパン                        |    |          |          | | [ 322 ]            |
| 11月27日 | 1001 Spikes                                                          | ピッキー合同会社                              |    |          |          | | [ 323 ]            |
| 12月02日 | LIMBO                                                                | Playdead ApS                                  |    |          |          | | [ 324 ]            |
| 12月02日 | Dragon Fin Soup                                                      | Grimm Bros                                    |    |          |          | | [ 325 ]            |
| 12月04日 | FINAL FANTASY VII                                                    | スクウェア・エニックス                        |    |          |          | 『ファイナルファンタジーVII インターナショナル for PC』の移植版 | [ 326 ]            |
| 12月04日 | ニコリのパズル4 四角に切れ                                           | ハムスター                                    |    |          |          | | [ 327 ]            |
| 12月08日 | ウイニングイレブン2016 myClub                                        | コナミデジタルエンタテインメント              |    |          |          | 『ウイニングイレブン 2016』のオンラインモードのみの配信で、基本プレイ無料 | [ 328 ]            |
| 12月09日 | ぽっちゃり☆プリンセス® ～メタ冒険～                                  | ソニー・コンピュータエンタテインメント        |    |          |          | 『ぽっちゃり☆プリンセス』の続編 | [ 329 ]            |
| 12月10日 | Putty Squad                                                          | システムスリージャパン                        |    |          |          | 開発中止となった同名Amiga 1200用ソフトをもとにした作品 | [ 330 ]            |
| 12月10日 | STEINS;GATE 0                                                        | 5pb.                                          | ●  |          |          | 『STEINS;GATE』の続編 | [ 331 ]            |
| 12月10日 | GRAVITY DAZE/重力的眩暈:上層への帰還において彼女の内宇宙に生じた摂動 | ソニー・コンピュータエンタテインメント        | ●  |          |          | 同名Playstation Vita用ソフトのリメイク | [ 332 ]            |
| 12月10日 | レインボーシックス シージ                                            | ユービーアイソフト                            | ●  |          |          | | [ 333 ]            |
| 12月10日 | ニトロプラス ブラスターズ -ヒロインズ インフィニット デュエル-       | マーベラス                                    | ●  |          |          | ゲームブランド・ニトロプラスの作品群を題材とした対戦型格闘ゲーム | [ 334 ]            |
| 12月17日 | イグジストアーカイヴ -The Other Side of the Sky-                     | スパイク・チュンソフト                        | ●  |          |          | スパイク・チュンソフトとトライエースの共同制作 | [ 335 ]            |
| 12月17日 | ジョジョの奇妙な冒険 アイズオブヘブン                                | バンダイナムコエンターテインメント            | ●  |          |          | 漫画『ジョジョの奇妙な冒険』シリーズのうち、第1部から第8部を題材としたアクションゲーム。 | [ 336 ]            |
| 12月17日 | Fallout 4                                                            | ベセスダ・ソフトワークス                      | ●  |          |          | PlayStation 4 Pro対応 | [ 337 ]            |
| 12月17日 | 電撃文庫 FIGHTING CLIMAX IGNITION                                    | セガゲームス                                  | ●  |          |          | 同名アーケードゲームの移植版。 | [ 338 ]            |
| 12月17日 | 大戦略 大東亜興亡史3 第二次世界大戦勃発! 枢軸軍対連合軍 全世界戦     | システムソフト・アルファー                    | ●  |          |          | | [ 339 ]            |
| 12月17日 | 恋愛リベンジ                                                         | テイジイエル企画                              |    |          |          | 同名PCゲームの移植版 | [ 340 ]            |
| 12月18日 | ニコリのパズル4 ナンバーリンク                                       | ハムスター                                    |    |          |          | | [ 341 ]            |
| 12月23日 | 重装機兵レイノス                                                     | ドラキュー                                    | ●  |          |          | 同名メガドライブ用ソフトのリメイク。 | [ 342 ]            |
| 12月23日 | ゴッドイーターオフショット <アリサ・イリーニチナ・アミエーラ編>      | バンダイナムコエンターテインメント            | ●  |          |          | PlayStation Vita版のダウンロードコード同梱 | [ 319 ]            |
| 12月25日 | Infinity Runner                                                      | クロスファンクション                          |    |          |          | | [ 343 ]            |
| 12月25日 | I am Bread                                                           | インターグロー                                |    |          |          | 同名PC/スマートフォン向けアプリの移植版。 | [ 344 ]            |